# Mompha subbistrigella

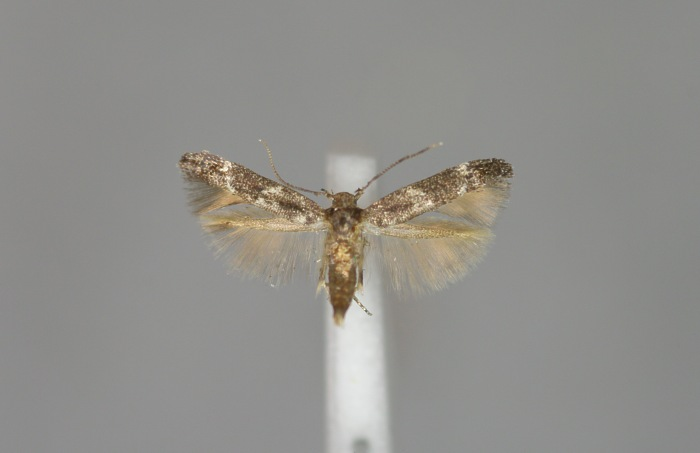
Mompha subbistrigella, Männchen

Mompha subbistrigella ist ein Schmetterling (Nachtfalter) aus der Familie der Fransenmotten (Momphidae).

## Merkmale
Die Falter erreichen eine Flügelspannweite von 7 bis 12 Millimeter. Der Kopf ist grau und hellgrau gesprenkelt. Der Thorax und die Vorderflügel sind dunkelgrau.
Bei den Männchen ist der Cucullus an der Basis breit und verjüngt sich distal. Der Sacculus ist abgeschnitten und besitzt am Apex drei oder vier kurze, dicke Zähne. Der Aedeagus besitzt einen großen, am Ende beilkopfförmigen Cornutus. Ein weiterer Cornutus ist lang und ein dritter ist kurz und leicht gebogen. Die Form des apikalen Teils des Sacculus und die Cornuti sind für die Art charakteristisch.
Bei den Weibchen besteht die Lamella antevaginalis aus zwei keilförmigen Skleriten und einer kleinen dazwischen liegenden sklerotisierten Platte. Der Ductus bursae ist in einen kurzen und engen hinteren (subostialen) Teil und einen langen und breiten Teil gegliedert. Die Form der Lamella antevaginalis und des Ductus bursae sind für die Art charakteristisch.

### Ähnliche Arten
M. subbistrigella hat prinzipiell die gleiche Flügelzeichnung wie Mompha sturnipennella, es fehlen aber die rostfarbenen Striche in der Mitte des Vorderflügels und es existieren deutliche weiße Costalstriche im Apikalbereich.

## Verbreitung
Mompha subbistrigella ist in Nord- und Mitteleuropa verbreitet. Im Osten reicht das Verbreitungsgebiet bis in den Kaukasus und nach Zentralasien.

## Biologie
Die Raupen entwickeln sich an kleineren Weidenröschen-Arten (Epilobium) wie dem Berg-Weidenröschen (Epilobium montanum), dem Sumpf-Weidenröschen (Epilobium palustre), dem Kleiblütigem Weidenröschen (Epilobium parviflorum) und dem Vierkantigem Weidenröschen (Epilobium tetragonum). Die Raupen leben in der Samenkapsel und fressen von Ende Juni bis Juli an den unreifen Samen. Von Raupen befallene Samenkapseln sind kürzer, gebogen und haben ein kleines Bohrloch. Falter können während des ganzen Jahres angetroffen werden. Nach der Überwinterung können sie häufig vom späten Frühjahr bis zum Frühsommer beobachtet werden. Nach anderen Angaben scheinen die Falter in Mitteleuropa nicht zu überwintern.

## Systematik
Aus der Literatur ist das folgende Synonym bekannt:
- Tinea subbistrigella Haworth, 1828